# Aleksandr Melikhov
Aleksandr Andreyevich Melikhov (tiếng Nga: Александр Андреевич Мелихов; sinh ngày 23 tháng 3 năm 1998) là một cầu thủ bóng đá người Nga. Anh thi đấu cho F.K. Tom Tomsk.

## Sự nghiệp câu lạc bộ
Anh có màn ra mắt tại Giải bóng đá chuyên nghiệp quốc gia Nga cho FC Novokuznetsk vào ngày 13 tháng 10 năm 2015 trong trận đấu với FC Sibir-2 Novosibirsk.
Anh ra mắt tại Giải bóng đá ngoại hạng Nga cho F.K. Tom Tomsk vào ngày 3 tháng 3 năm 2017 trong trận đấu với F.K. Rostov in a 0–6 loss.